# 端斑银鳞蛛
端斑银鳞蛛（学名：Leucauge termisticta）为肖峭科银鳞蛛属的动物。在中国大陆，分布于海南等地。该物种的模式产地在海南尖峰岭。